# برقلعه (مریوان)
برقلعه (مریوان)، روستایی گردشگری- تاریخی از توابع بخش مرکزی شهرستان مریوان در استان کردستان ایران است.

## جمعیت
این روستا در دهستان سرکل قرار دارد و براساس سرشماری مرکز آمار ایران در سال ۱۳۸۵، جمعیت آن ۳۱۰ نفر (۷۶خانوار) بوده‌است.

## مکان‌های تاریخی
قلعه اردلان‌ها: برقلعه یک روستای تاریخی-گردشگری است که قدمت آن به سال‌ها قبل از سلسله اردلان‌ها بر می‌گردد. یکی از 4قلعه نظامی سلسله اردلان‌ها بر روی کوهی در پشت این روستا قرار دارد. وجه تسمیه اسم «برقلعه» هم همین است «روستایی در جلو یک قلعه».
آثار این قلعه شامل دیوارچینی‌های آجری قلعه و آب انبار سنگتراشی شده در دل صخره‌های کوه کاملا پیدا است و از آثار تاریخی دوران اردلان‌ها است. 
مزگه وته سووره: یکی دیگر از آثار باستانی روستای برقلعه، «مزگه وته سووره» یا مسجد سرخ است. دیوارهای این مسجد از آجرهای سرخ رنگ و مربعی کوره رفته آن زمان ساخته شده است، به همین دلیل به آ؟ن مسجد سرخ می گویند. قدمت این مسجد نیز برمیگردد به دوران قبل از اردلان‌ها. در این مسجد یک عالم  وجود داشته که به 12 طلبه درس می داده است و هرکدام از این 12 طلبه بعداز اتمام دوران طلبگی خود به یکی از مناطق و سرزمین‌های کردستان رفته اند و به تدریس علوم دینی و فقهی پرداخته اند.
- «نتایج سرشماری عمومی نفوس و مسکن ۱۳۸۵». درگاه ملی آمار ایران. بایگانی‌شده از اصلی در ۱ ژانویه ۲۰۱۳. دریافت‌شده در ۱ ژانویه ۲۰۱۳.